# ギルバート・ド・クレア (初代ペンブルック伯)
ギルバート・フィッツギルバート・ド・クレア（Gilbert fitz Gilbert de Clare, 1100年ごろ - 1148年1月6日）は、初代ペンブルック伯（在位：1138年 - 1148年）。

## 生涯
ギルバート・ド・クレアは、ギルバート・フィッツリチャードとアリス・ド・クレアモントの息子としてトンブリッジで生まれた。ギルバートは自らの領地や財産を持たずに出発したが、有力な人物、特に叔父のウォルター・ド・クレアやロジャー・ド・クレアと親しい間柄にあった。
1136年、ギルバートはエクムへの遠征隊を率いて、ノートルダム教会を含む町の一部を焼き払ったが、ポンテュー伯ギヨーム3世の軍に妨害され、大きな損失を被った後、乱闘から逃れた。ギルバートはイングランドの直属封臣であったが、父方の叔父ロジャーとゴーティエの領地を相続した。これにはノルマンディーのビアンフェットとオルベックの男爵領と城が含まれていた。ギルバートはネザー・グウェントの領主およびストリギル（後のチェプストウ）の城主であった。イングランド王スティーブンは彼をペンブルック伯に叙し、ペヴェンジーの領地(Rape)と城を与えた。
1141年2月2日にリンカーンでの決戦でスティーブン王が敗北した後、ギルバートは6月にロンドンを奪還したマティルダ皇后のもとに集結した者の一人であったが、1141年後半にスティーヴン王が再び王位に就いたときにはカンタベリーにいた。その後、ギルバートはジョフロワ5世のスティーヴン王に対する陰謀に加わったが、その陰謀が失敗に終わると、再びスティーヴン王に従い、1142年後半のオックスフォード包囲戦ではスティーヴンと共に戦った。1147年、ギルバートの甥の初代ハートフォード伯ギルバートが明け渡した城の引き渡しをスティーヴン王が拒否すると、ギルバートは反乱を起こし、スティーヴン王は最も近い城に進軍してギルバートを捕らえようとした。しかし、翌年にスティーヴン王が亡くなる前に、ギルバートはスティーヴン王と和解したとみられる。

## 結婚と子女
ギルバートは1130年以前に、初代レスター伯、ムーラン伯ロバート・ド・ボーモンとエリザベート・ド・ヴェルマンドワの娘イザベル・ド・ボーモンと結婚した。イザベルはかつてイングランド王ヘンリー1世の愛妾であった。
ギルバートとイザベルとの間に以下の子女が生まれた。
- リチャード[注釈 2][9]（1130年 - 1176年） - 2代ペンブルック伯
- バシリア（1201年没） - レイモンド・フィッツジェラルドと結婚、ジェフリー・フィッツロバートと再婚[8]
- 娘 - ウィリアム・ブロエットと結婚[10]